# كلارنس غامبل (لاعب كرة مضرب)
كلارنس غامبل (بالإنجليزية: Clarence Gamble)‏ هو لاعب كرة مضرب أمريكي، ولد في 16 أغسطس 1881 في سانت لويس في الولايات المتحدة، وتوفي بنفس المكان في 13 يونيو 1952.

## وصلات خارجية
- كلارنس غامبل على موقع الاتحاد الدولي لكرة المضرب (الإنجليزية)
- كلارنس غامبل على موقع أوليمبيديا (الإنجليزية)